# 格雷丝·杰尔
格雷丝·乔安娜·埃拉·杰尔（英語：Grace Joana Ella Jale；1999年4月10日—），新西兰女子足球运动员，司职中场，目前效力于珀斯广荣足球俱乐部和新西兰国家女子足球队。她曾代表新西兰参加2024年夏季奥林匹克运动会女子足球比赛等多场国际赛事。